# Regulament (Uniunea Europeană)
Un regulament este un act juridic al Uniunii Europene care devine aplicabil ca lege în toate statele membre simultan. Regulamentele se deosebesc de directive, care, cel puțin în principiu, trebuie transpuse în dreptul național.
Regulamentele sunt un act juridic obligatoriu pentru:
- instituțiile UE,
- statele membre,
- persoanele cărora li se aplică.

## Implementare
Regulamentele pot fi adoptate printr-o varietate de proceduri legislative, în funcție de domeniul de aplicare. În ciuda denumirii lor, regulamentele sunt o legislație primară și sunt adesea denumite „legi”.
Un regulament este direct aplicabil în toate statele membre:
- se aplică imediat ca normă în toate statele membre, fără a fi necesar să fie transpus în legislația națională;
- creează drepturi și obligații pentru indivizi, care pot invoca regulamentul direct în fața instanțelor naționale;
- poate fi folosit ca referință de către persoane în relațiile lor cu alți indivizi, state membre sau autorități ale UE.

Dacă nu este stabilită o dată de intrare în vigoare, regulamentul este aplicabil la 20 de zile după publicarea sa în Jurnalul Oficial al Uniunii Europene.

## Tipuri de regulamente
În cadrul legislației Uniunii Europene, există mai multe tipuri de regulamente:

### Regulamente legislative
Regulamentele legislative sunt adoptate de Parlamentul European și Consiliul Uniunii Europene prin procedura legislativă ordinară.

### Regulamente delegate
Regulamentele delegate sunt adoptate de Comisia Europeană în temeiul articolului 290 din Tratatul privind funcționarea Uniunii Europene (TFUE), pentru a completa sau modifica anumite elemente neesențiale ale unui act legislativ.

### Regulamente de punere în aplicare
Regulamentele de punere în aplicare sunt adoptate de Comisia Europeană în temeiul articolului 291 pentru a asigura aplicarea uniformă a actelor juridice obligatorii ale Uniunii.

## Regulamente notabile
Printre regulamentele adoptate de Uniunea Europeană se numără:
- Regulamentul general privind protecția datelor (GDPR)
- Regulamentul privind serviciile digitale (DSA)
- Regulamentul privind piețele digitale (DMA)